# Dalavaikodihalli, Malavalli
Dalavaikodihalli là một làng thuộc tehsil Malavalli, huyện Mandya, bang Karnataka, Ấn Độ.